# Labdarúgás az 1948. évi nyári olimpiai játékokon
Az 1948. évi nyári olimpiai játékokon a labdarúgótornát július 26. és  augusztus 13. között rendezték meg.

## Éremtáblázat
(Az egyes számoszlopok legmagasabb értéke, vagy értékei vastagítással kiemelve.)
| Az 1948. évi nyári olimpiai játékok éremtáblázata labdarúgásban | Az 1948. évi nyári olimpiai játékok éremtáblázata labdarúgásban | Az 1948. évi nyári olimpiai játékok éremtáblázata labdarúgásban | Az 1948. évi nyári olimpiai játékok éremtáblázata labdarúgásban | Az 1948. évi nyári olimpiai játékok éremtáblázata labdarúgásban | Olimpia  |
| --------------------------------------------------------------- | --------------------------------------------------------------- | --------------------------------------------------------------- | --------------------------------------------------------------- | --------------------------------------------------------------- | -------- |
|                                                                 | Ország                                                          | Arany                                                           | Ezüst                                                           | Bronz                                                           | Összesen |
| 1.                                                              | Svédország (SWE)                                                | 1                                                               | 0                                                               | 0                                                               | 1        |
|                                                                 |                                                                 |                                                                 |                                                                 |                                                                 |          |
| 2.                                                              | Jugoszlávia (YUG)                                               | 0                                                               | 1                                                               | 0                                                               | 1        |
|                                                                 |                                                                 |                                                                 |                                                                 |                                                                 |          |
| 3.                                                              | Dánia (DEN)                                                     | 0                                                               | 0                                                               | 1                                                               | 1        |
|                                                                 |                                                                 |                                                                 |                                                                 |                                                                 |          |
| Összesen                                                        | Összesen                                                        | 1                                                               | 1                                                               | 1                                                               | 3        |

## Érmesek
| Az 1948. évi nyári olimpiai játékok érmesei férfi labdarúgásban | Az 1948. évi nyári olimpiai játékok érmesei férfi labdarúgásban | Az 1948. évi nyári olimpiai játékok érmesei férfi labdarúgásban | Az 1948. évi nyári olimpiai játékok érmesei férfi labdarúgásban |
| Arany | Ezüst | Bronz |                                                                 |
| Svédország (SWE) | Jugoszlávia (YUG) | Dánia (DEN) |                                                                 |
| --- | --- | --- | --------------------------------------------------------------- |
| Torsten Lindberg Knut Nordahl Erik Nilsson Birger Rosengren Bertil Nordahl Sune Andersson Kjell Rosén Gunnar Gren Gunnar Nordahl Henry Carlsson Niels Liedholm Börje Leander Rune Emanuelsson Stellan Nilsson Stig Nystrom Karl Svensson Szövetségi kapitány: Rudolf Kock | Ljubomir Lovrić Miroslav Brozović Branislav Stanković Zlatko Čajkovski Miodrag Jovanović Aleksandar Atanacković Zvonko Cimermančić Rajko Mitić Stjepan Bobek Željko Čajkovski Bernard Vukas Franjo Šoštarić Prvoslav Mihajlović Franjo Velfl Kosta Tomašević Szövetségi kapitány: Milorad Arsenijević | Eigil Nielsen Viggo Jensen Knud Overgaard Axel Pilmar Dion Ørnvold Ivan Jensen Johannes Plöger Knud Lundberg Carl Aage Præst John Hansen Jørgen Sørensen Holger Seebach Karl Aage Hansen Szövetségi kapitány: Robert Mountford |                                                                 |

## Helyszínek
Londonon kívül, Brightonban és Portsmouthban rendeztek még találkozókat.
| Város         | Stadion         |
| ------------- | --------------- |
| Brighton      | Goldstone Grand |
| Brentford     | Griffin Park    |
| Dulwich       | Champion Hill   |
| Fulham        | Craven Cottage  |
| Highbury      | Arsenal Stadion |
| Ilford        | Lynn Road       |
| London        | Wembley Stadion |
| Portsmouth    | Fratton Park    |
| South Norwood | Selhurst Park   |
| Tottenham     | White Hart Lane |
| Walthamstow   | Green Poud Road |

## Játékvezetők
| Afrikai partbírói - Nagib Awny - Mohamed El Szájed Észak-Amerika partbírója - John Best Európa játékvezetői - A. C. Williams - George Reader - Stanley Boardman - William Ling - Charles de la Salle - Victor Sdez - Giuseppe Carpani - Karel van der Meer - Valdemar Laursen - Gunnar Dahlner - Johan Beck - Leo Lemešić | Európa partbírói - A.W. Smith - W. E. Dellow - S. T. Stevens - P. G. Drewry - Reginald Leafe - Vieter Rae - Ivan Eklind - Gunnar Dahlner - Agostino Gamba - Marijan Matančić - Aksel Asmussen - Klaas Schipper |

## Eredmények

### Selejtező
| 1948. július 26. 12:00 |

| Luxemburg (LUX)              | 6–0         | Afganisztán |
| ---------------------------- | ----------- | ----------- |
| Gales Schammel Kettel Paulus | Jegyzőkönyv |             |

| Goldstone Ground, Brighton Nézőszám: 5000 Játékvezető: A. C. Williams GBR |

| 1948. július 26. 13:00 |

| Hollandia (NED)              | 3–1               | Írország    |
| ---------------------------- | ----------------- | ----------- |
| Wilkes 1' 74' Roosenburg 11' | (2–0) Jegyzőkönyv | O'Kelly 52' |

| Fratton Park, Portsmouth Nézőszám: 8000 Játékvezető: George Reader GBR |

### Első forduló
| 1948. július 31. 12:00 |

| Jugoszlávia (YUG)                                                         | 6–1               | Luxemburg    |
| ------------------------------------------------------------------------- | ----------------- | ------------ |
| Stanković 57' Mihajlović 61' Željko Čajkovski 65' 70' Mitić 74' Bobek 87' | (0–1) Jegyzőkönyv | Schammel 10' |

| Craven Cottage, Fulham Nézőszám: 7000 Játékvezető: Karel van der Meer NED |

| 1948. július 31. 13:00 |

| Dánia (DEN)                              | 3–1 (h. u.)                 | Egyiptom      |
| ---------------------------------------- | --------------------------- | ------------- |
| K. Hansen 82' 95' Pløger 119' (11-esből) | (0–0, 1–1, 2–1) Jegyzőkönyv | El Guindy 83' |

| Selhurst Park, South Norwood Nézőszám: 12 000 Játékvezető: Stanley Boardman GBR |

| 1948. július 31. 14:00 |

| Nagy-Britannia (GBR)                                | 4–3 (h. u.)                 | Hollandia                |
| --------------------------------------------------- | --------------------------- | ------------------------ |
| McBain 22' Hardisty 58' Kelleher 77' McIlvenny 111' | (1–1, 3–3, 3–3) Jegyzőkönyv | Appel 20' 63' Wilkes 81' |

| Arsenal Stadion, Highbury Nézőszám: 21 000 Játékvezető: Valdemar Laursen DEN |

| 1948. július 31. 15:00 |

| Franciaország (FRA)       | 2–1               | India     |
| ------------------------- | ----------------- | --------- |
| Courbin 30' Persillon 89' | (1–0) Jegyzőkönyv | Raman 70' |

| Lynn Road Stadium, Ilford Nézőszám: 17 000 Játékvezető: Gunnar Dahlner SWE |

| 1948. augusztus 2. 12:00 |

| Törökország (TUR)                            | 4–0               | Kína |
| -------------------------------------------- | ----------------- | ---- |
| Kılıç 18' 61' Saygun 72' Küçükandonyadis 87' | (1–0) Jegyzőkönyv |      |

| Green Pond Road, Walthamstow Nézőszám: 3000 Játékvezető: Johan Beck AUT |

| 1948. augusztus 2. 13:00 |

| Svédország (SWE)            | 3–0               | Ausztria |
| --------------------------- | ----------------- | -------- |
| G. Nordahl 2' 10' Rosen 71' | (2–0) Jegyzőkönyv |          |

| White Hart Lane, Tottenham Nézőszám: 9514 Játékvezető: William Ling GBR |

| 1948. augusztus 2. 14:00 |

| Mexikó (MEX)                       | 3–5               | Dél-Korea |
| ---------------------------------- | ----------------- | --- |
| Cárdenas 23' Figueroa 85' Ruiz 89' | (1–2) Jegyzőkönyv | Cshö Szonggon (Choi Song-Gon) 13' Pe Dzsongho (Bae Jeong-Ho) 30' Csong Gukcsin (Jeong Guk-Jin) 63' 66' Csong Namsik (Jeong Nam-Sik) 87' |

| Champion Hill, Dulwich Nézőszám: 6500 Játékvezető: Leo Lemešić YUG |

| 1948. augusztus 2. 15:00 |

| Olaszország (ITA)                                                                       | 9–0               | Egyesült Államok |
| --------------------------------------------------------------------------------------- | ----------------- | ---------------- |
| Pernigo 2' 57' 88' 90' Stellin 25' (11-esből) Turconi 46' Cavigioli 72' 87' Caprile 90' | (2–0) Jegyzőkönyv |                  |

| Griffin Park, Brentford Nézőszám: 20 000 Játékvezető: Charles de la Salle FRA |

### Negyeddöntők
| 1948. augusztus 5. 12:00 |

| Jugoszlávia (YUG)                        | 3–1               | Törökország |
| ---------------------------------------- | ----------------- | ----------- |
| Željko Čajkovski 21' Bobek 60' Wölfl 80' | (1–1) Jegyzőkönyv | Gulesin 33' |

| Lynn Road Stadium, Ilford Nézőszám: 8000 Játékvezető: Victor Sdez FRA |

| 1948. augusztus 5. 13:00 |

| Svédország (SWE)                                                                        | 12–0              | Dél-Korea |
| --------------------------------------------------------------------------------------- | ----------------- | --------- |
| Liedholm 11' 62' G. Nordahl 25' 40' 78' 80' Gren 27' Carlsson 61' 64' 82' Rosén 72' 85' | (4–0) Jegyzőkönyv |           |

| Selhurst Park, South Norwood Nézőszám: 7110 Játékvezető: Giuseppe Carpani ITA |

| 1948. augusztus 5. 12:00 |

| Nagy-Britannia (GBR) | 1–0               | Franciaország |
| -------------------- | ----------------- | ------------- |
| Hardisty 29'         | (1–0) Jegyzőkönyv |               |

| Craven Cottage, Fulham Nézőszám: 25 000 Játékvezető: Karel van der Meer NED |

| 1948. augusztus 5. 15:00 |

| Dánia (DEN)                       | 5–3               | Olaszország                           |
| --------------------------------- | ----------------- | ------------------------------------- |
| Hansen 30' 53' 74' 82' Pløger 84' | (1–0) Jegyzőkönyv | Cavigioli 49' Caprile 67' Pernigo 81' |

| Arsenal Stadion, Highbury Nézőszám: 25 000 Játékvezető: William Ling GBR |

### Elődöntők
| 1948. augusztus 10. 18:30 |

| Svédország (SWE)               | 4–2               | Dánia                 |
| ------------------------------ | ----------------- | --------------------- |
| Carlsson 18' 42' Rosen 31' 37' | (4–1) Jegyzőkönyv | Seebach 3' Hansen 77' |

| Wembley Stadion, London Nézőszám: 20 000 Játékvezető: Stanley Boardman GBR |

| 1948. augusztus 11. 18:30 |

| Nagy-Britannia (GBR) | 1–3               | Jugoszlávia                   |
| -------------------- | ----------------- | ----------------------------- |
| Donovan 20'          | (1–2) Jegyzőkönyv | Bobek 19' Wölfl 24' Mitić 48' |

| Wembley Stadion, London Nézőszám: 40 000 Játékvezető: Karel van der Meer NED |

### Bronzmérkőzés
| 1948. augusztus 13. 14:00 |

| Nagy-Britannia (GBR)            | 3–5               | Dánia                                        |
| ------------------------------- | ----------------- | -------------------------------------------- |
| Aitken 5' Hardisty 33' Amor 63' | (2–3) Jegyzőkönyv | Præst 12' 49' Hansen 16' 77' J. Sørensen 41' |

| Wembley Stadion, London Nézőszám: 50 000 Játékvezető: Karel van der Meer (NED) |

### Döntő
| 1948. augusztus 13. 18:30 |

| Svédország (SWE)                       | 3–1               | Jugoszlávia |
| -------------------------------------- | ----------------- | ----------- |
| Gren 24' 67' (11-esből) G. Nordahl 48' | (1–1) Jegyzőkönyv | Bobek 42'   |

| Wembley Stadion, London Nézőszám: 60 000 Játékvezető: William Ling (GBR) |

| Az 1948. évi nyári olimpiai játékok férfi labdarúgótornájának olimpiai bajnoka |
| · SVÉDORSZÁG · 1. cím                                                          |
| ------------------------------------------------------------------------------ |

## Góllövőlista
7 gólos
- Gunnar Nordahl
- John Hansen

5 gólos
- Henry Carlsson
- Francesco Pernigo
- Kjell Rosen

## Végeredmény
Csak az első négy helyért játszottak helyosztó mérkőzéseket.
| Helyezés | Csapat                 | M | Gy | D | V | G+ | G– | Gk  | P |
| -------- | ---------------------- | - | -- | - | - | -- | -- | --- | - |
| Arany    | Svédország (SWE)       | 4 | 4  | 0 | 0 | 22 | 3  | +19 | 8 |
| Ezüst    | Jugoszlávia (YUG)      | 4 | 3  | 0 | 1 | 13 | 6  | +7  | 6 |
| Bronz    | Dánia (DEN)            | 4 | 3  | 0 | 1 | 15 | 11 | +4  | 6 |
| 4.       | Nagy-Britannia (GBR)   | 4 | 2  | 0 | 2 | 9  | 11 | –2  | 4 |
|          |                        |   |    |   |   |    |    |     |   |
| 5.       | Olaszország (ITA)      | 2 | 1  | 0 | 1 | 12 | 5  | +7  | 2 |
|          | Törökország (TUR)      | 2 | 1  | 0 | 1 | 5  | 3  | +2  | 2 |
|          | Franciaország (FRA)    | 2 | 1  | 0 | 1 | 2  | 2  | 0   | 2 |
|          | Dél-Korea (KOR)        | 2 | 1  | 0 | 1 | 5  | 15 | –10 | 2 |
|          |                        |   |    |   |   |    |    |     |   |
| 9.       | Hollandia (NED)        | 2 | 1  | 0 | 1 | 6  | 5  | +1  | 2 |
|          | Luxemburg (LUX)        | 2 | 1  | 0 | 1 | 7  | 6  | +1  | 2 |
|          | India (IND)            | 1 | 0  | 0 | 1 | 1  | 2  | –1  | 0 |
|          | Egyiptom (EGY)         | 1 | 0  | 0 | 1 | 1  | 3  | –2  | 0 |
|          | Mexikó (MEX)           | 1 | 0  | 0 | 1 | 3  | 5  | –2  | 0 |
|          | Ausztria (AUT)         | 1 | 0  | 0 | 1 | 0  | 3  | –3  | 0 |
|          | Kína (CHN)             | 1 | 0  | 0 | 1 | 0  | 4  | –4  | 0 |
|          | Egyesült Államok (USA) | 1 | 0  | 0 | 1 | 0  | 9  | –9  | 0 |
|          |                        |   |    |   |   |    |    |     |   |
| 17.      | Írország (IRL)         | 1 | 0  | 0 | 1 | 1  | 3  | –2  | 0 |
|          | Afganisztán (AFG)      | 1 | 0  | 0 | 1 | 0  | 6  | –6  | 0 |